# 聖特雷莎區

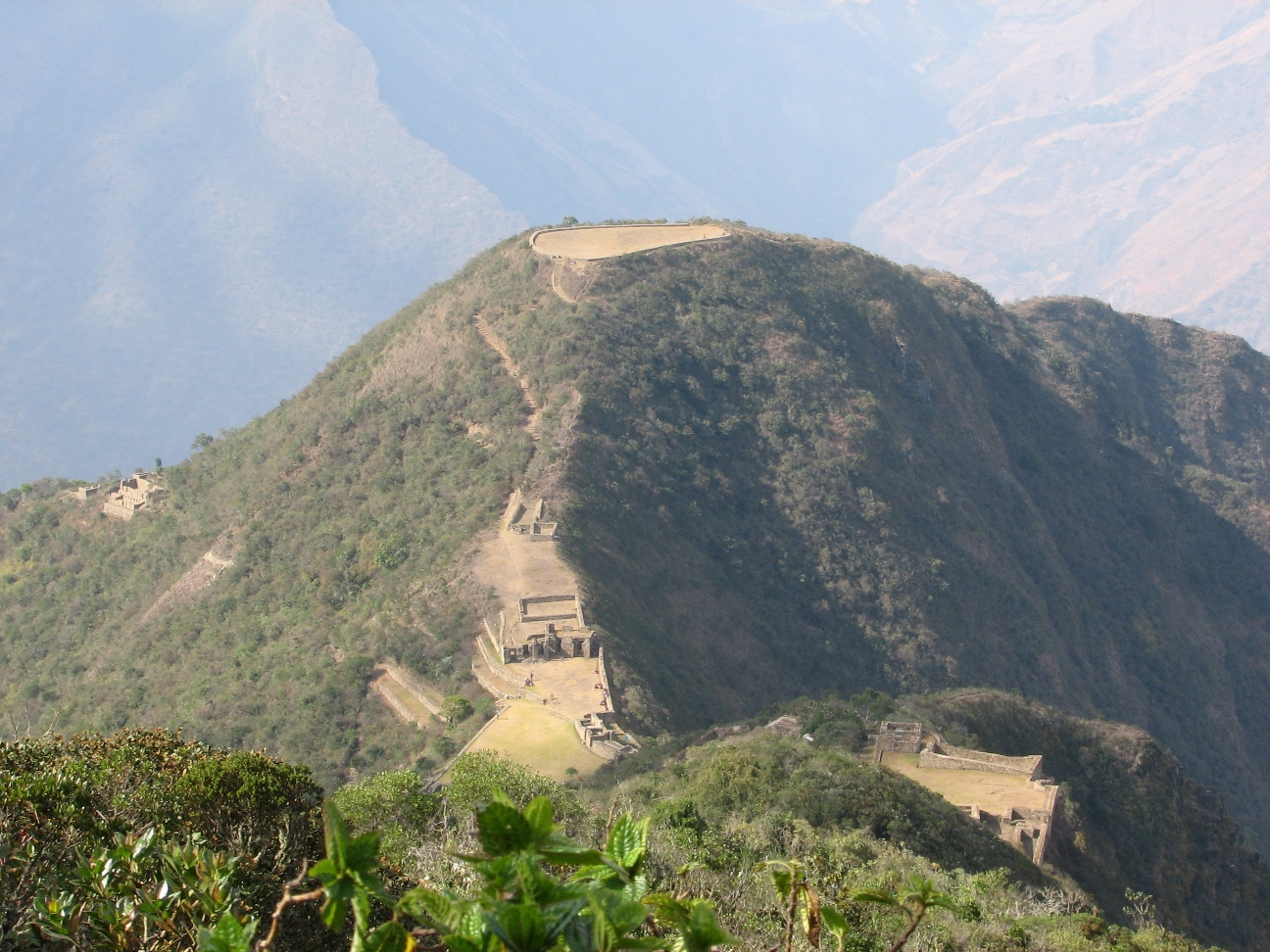

聖特雷莎區（西班牙語：Distrito de Santa Teresa），是秘魯的一個區，位於該國南部庫斯科大區的拉孔本西翁省，始建於1957年10月11日，面積1,340.38平方公里，海拔高度1,550米，2005年人口7,399，人口密度每平方公里5.5人。